# Сентеняты
Сентеня́ты (бел. Сенцяня́ты, пол. Sięcinięta) — деревня в Сморгонском районе Гродненской области Белоруссии.
Входит в состав Жодишковского сельсовета.
Расположена у северо-западной границы района. Расстояние до районного центра Сморгонь по автодороге — около 33 км, до центра сельсовета агрогородка Жодишки по прямой — чуть менее 13,5 км. Ближайшие населённые пункты — Нестанишки, Селище, Сорговцы.
Согласно переписи население Сентенят в 1999 году насчитывало 43 жителя.
Через деревню проходит грунтовая автомобильная дорога местного значения Н7957 Селище — Сентеняты.
Через населённый пункт проходит регулярный автобусный маршрут Сморгонь — Нестанишки